# Peder Rasch
Pour les articles homonymes, voir Rasch.
Peder Rasch, né le 31 mai 1934 à Copenhague et mort le 26 novembre 1988 à Vancouver, est un céiste danois pratiquant la course en ligne.

## Palmarès

### Jeux olympiques de canoë-kayak course en ligne
- 1952 à Helsinki,  Finlande
  -  Médaille d'or en C-2 1 000 m [1]